# Birth of the Cool
Birth of The Cool es un disco de Miles Davis, publicado inicialmente por Capitol en 1954, bajo el título Classics in Jazz: Miles Davis, en un LP que incluía solamente 8 temas  y que obtuvo una gran repercusión. Los temas habían sido grabados mucho antes, entre 1949 y 1950. En 1957, Capitol reeditó el disco, incluyendo ya los 11 temas de las sesiones originales, bajo el título Birth of The Cool.

## Descripción
Los críticos consideran este disco como uno de los básicos en el jazz moderno, paradigma del cool, con fuerte influencia en el desarrollo del West Coast jazz y del bop.
Miles, con veintidós años, reunió a un grupo de jóvenes de la escena underground neoyorkina y enmarcó el vocabulario de reconstrucción y deconstrucción del bebop, en un nuevo contexto de improvisación, en su primera sesión como líder. Las grabaciones se realizaron en tres sesiones, el 21 de enero y el 22 de abril de 1949, y el 9 de marzo de 1950, en los estudios de WMGM en Nueva York. La producción corrió a cargo de Pete Rugolo y Walter Rivers, y el sonido en cada una de las sesiones, fue obra de W.O.Summerlin (el 21 de enero) y Clair Keeps las dos restantes. La portada fue obra del fotógrafo Aram Avakian. 
La propuesta fue muy bien recibida por la crítica, que destacó su comedida audacia.

## Músicos
En el disco, intervienen los siguientes músicos:
- Miles Davis - trompeta
- Kai Winding o J.J. Johnson - trombón
- Junior Collins, Sandy Siegelstein o Gunther Schuller - trompa
- Bill Barber - tuba
- Gerry Mulligan - saxo barítono
- Lee Konitz - saxo alto
- John Lewis o Al Haig - piano
- Joe Shulman, Nelson Boyd o Al McKibbon - contrabajo
- Max Roach o Kenny Clarke - batería
- Kenny Hagood - cantante (solamente en Darn that dream)

## Temas
Los temas incluidos en el disco son los siguientes:
- 01. «Move» (Best)                            - 2:33    - arr.: J. Lewis
- 02. «Jeru» (Mulligan)                        - 3:13    - arr.: G.Mulligan/M.Davis
- 03. «Moon dreams» (McGregor-Mercer)          - 3:19    - arr.: Gil Evans
- 04. «Venus de Milo» (Mulligan)               - 3:13    - arr.: G.Mulligan
- 05. «Budo» (Davis-Powell)                    - 2:34    - arr.: M.Davis
- 06. «Deception» (Davis)                      - 2:49    - arr.: M.Davis
- 07. «God child» (Wallington)                 - 3:11    - arr.: G. Mulligan
- 08. «Boplicity» (Henry)                      - 3:00    - arr.: Gil Evans
- 09. «Rocker»  (Mulligan)                     - 3:06    - arr.: G. Mulligan
- 10. «Israel» (Carisi)                        - 2:18    - arr.: J. Carisi
- 11. «Rouge» (Lewis)                          - 3:15    - arr.: J. Lewis

El tema «Darn that dream» (De Lange-Van Heusen, con arr. de G. Mulligan) no figuró en la ediciones de 1954 y 1957, siendo añadido en las reediciones posteriores a 1971 (salvo en la realizada por Capitol-Movieplay para Europa, en 1972).